# Вишневський Іван Миколайович
Іван Миколайович Вишневський (* 26 травня 1938, Табори — пом. 6 серпня 2017, Київ) — український вчений у галузі ядерної фізики та енергетики, академік Національної академії наук України (1995), заслужений діяч науки Української РСР (1986), лауреат Державної премії України в галузі науки і техніки (1999).

## Біографія
Народився 26 травня 1938 року в с. Табори Баранівського району Житомирської області в селянській родині.
У 1960 році закінчив фізико-математичний факультет Кам'янець-Подільського державного педагогічного інституту.
1960–1966 рр. працював учителем фізики в школах м. Хмельницького, асистентом кафедри фізики Кам'янець-Подільського державного педагогічного інституту, старшим викладачем Хмельницького філіалу Українського поліграфічного інституту ім. І. Федорова, служив у війську.
У березні 1966 р. вступив до аспірантури Інституту фізики АН УРСР (м. Київ). Для подальшого навчання в березні 1967 р. він був відряджений в Інститут теоретичної і експериментальної фізики (Москва). Після його закінчення в 1969 р. отримав направлення на роботу в Інститут фізики АН УРСР, де працював на посадах інженера, молодшого наукового співробітника.
У 1970 р. перейшов на роботу в новостворений Інститут ядерних досліджень АН УРСР (м. Київ) і того ж року захистив дисертацію на здобуття наукового ступеня кандидата фізико-математичних наук. Працював на посадах старшого наукового співробітника, завідувача лабораторії, завідувача відділу. У 1978–1980 рр. І. М. Вишневського запросили для наукової роботи в один із провідних європейських фізичних центрів — Інститут ядерної фізики імені Макса Планка (Гейдельберг, ФРН).
У 1982 році захистив докторську дисертацію, а влітку 1983 року його призначили виконувачем обов'язків директора Інституту ядерних досліджень АН УРСР. З березня 1984 р. І. М. Вишневський — директор цього інституту.
1990 року його обрано членом-кореспондентом АН УРСР зі спеціальності «Експериментальна ядерна фізика». Тоді ж за цикл наукових праць «Збудження ядер при анігіляції позитронів» учений був удостоєний премії Президії АН УРСР ім. К. Д. Синельникова.
У 1995 р. І. М. Вишневського обрано дійсним членом НАН України зі спеціальності «Атомна енергетика».

Могила Івана Вишневського

Помер 6 серпня 2017 року у Києві. Прощально-поховальна церемонія відбулася 9 серпня. Похований на Берковецькому кладовищі.

## Наукова робота
Наукові інтереси І. М. Вишневського охоплювали широке коло фундаментальних і прикладних проблем ядерної фізики й атомної енергетики. За роки наукової діяльності він опублікував близько 400 наукових робіт. Основні наукові праці були присвячені дослідженню збуджених станів атомних ядер на пучках заряджених часток і в радіоактивному розпаді. У його роботах відкрито декілька сотень збуджених рівнів у багатьох ядрах, визначено їхні квантові характеристики, установлено аномалії в процесах внутрішньої конверсії електронів. Уперше експериментально встановлено нові канали розпаду ядра через «електронні містки», існування тороїдних моментів у ядрі; відкрито новий ефект збудження ядер при анігіляції позитронів.
І. М. Вишневський особисто і очолюваний ним Інститут ядерних досліджень НАН України відіграли визначну роль у ліквідації наслідків аварії на Чорнобильській АЕС. Виконано повномасштабні тривимірні розрахунки нейтронних і енергетичних полів у зруйнованому реакторі, проведено дослідження ядерної безпеки об'єкта «Укриття», визначено рівні радіоактивного забруднення, здійснено фізико-технічний контроль стану зруйнованого блоку, досліджено міграцію радіонуклідів у навколишньому природному середовищі та їх переходи в біологічні об'єкти, розроблено нові детектори, прилади та системи для вимірювання радіоактивності тощо.
За участі Івана Миколайовича та під його керівництвом в Інституті ядерних досліджень здійснювався значний обсяг робіт із радіоекології та радіобіології, розвитку радіаційних технологій.

## Нагороди
- У 1986 р. присвоєно почесне звання «Заслужений діяч науки Української РСР»
- В 1999 р. присуджено Державну премію України в галузі науки і техніки за цикл наукових праць «Закономірності та аномальні явища в ядерних процесах»
- У 2006 році відзначено Державною нагородою України орденом «За заслуги» III ступеня.

## Громадська діяльність
І. М. Вишневський був головою вченої ради Інституту ядерних досліджень НАН України, головою спецради із захисту докторських та кандидатських дисертацій (серед його учнів 5 докторів і 14 кандидатів наук), членом бюро та заступником академіка-секретаря Відділення ядерної фізики й енергетики, головою наукової ради НАН України з проблеми «Ядерна фізика та енергетика», головою науково-технічної ради і членом колегії Держатомрегулювання України, членом науково-технічної ради Міністерства палива та енергетики України, Українського ядерного товариства, Українського фізичного товариства, входив до складу редколегій багатьох наукових журналів.
Протягом 10 років І. М. Вишневський входив до складу вченої ради Об'єднаного інституту ядерних досліджень (Дубна, Росія), був членом Комітету з питань ядерної політики та екологічної безпеки при Президентові України. З 1984 до 1992 рр. він очолював Міжвідомчу раду України зі зв'язків із МАГАТЕ, був офіційним і уповноваженим представником України на генконференціях МАГАТЕ, входив до ради керівників МАГАТЕ (1990–1992 рр.). У 2009 році обраний членом Національної комісії з радіаційного захисту населення України Верховної Ради України.
Значну увагу І. М. Вишневський приділяв розв'язанню проблем ядерної енергетики, зокрема продовженню ресурсу корпусів енергетичних ядерних реакторів, дослідженню впливу нейтронного опромінення на конструкційні матеріали, підвищенню ядерної безпеки реакторів АЕС. Він був одним із авторів «Стратегії розвитку атомної енергетики України до 2030 р.».

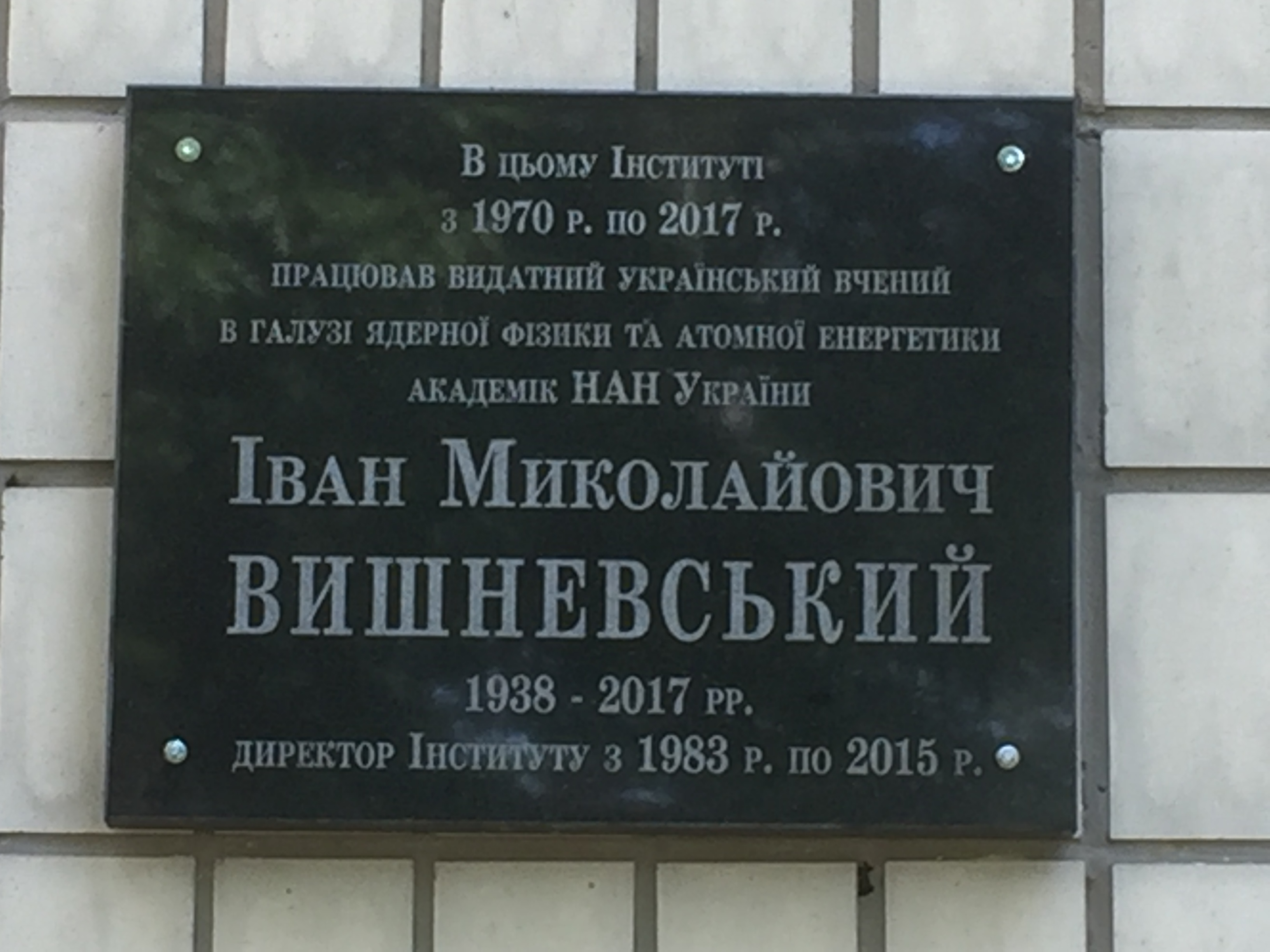
Меморіальна дошка на вшанування пам'яті І.М. Вишневського на Інституті ядерних досліджень НАН України у Києві